# Hydrozetes uberabensis
Hydrozetes uberabensis är en kvalsterart som beskrevs av Pérez-Íñigo och Baggio 1996. Hydrozetes uberabensis ingår i släktet Hydrozetes och familjen Hydrozetidae. Inga underarter finns listade i Catalogue of Life.